# Sense pietat (pel·lícula de 2019)
Sense pietat (títol original en anglès, The Kid) és una pel·lícula de western estatunidenca del 2019 dirigida per Vincent D'Onofrio, a partir d'un guió d'Andrew Lanham. La pel·lícula és protagonitzada per Ethan Hawke, Dane DeHaan, Jake Schur, Leila George, Chris Pratt, Adam Baldwin i Vincent D'Onofrio. Es va estrenar als Estats Units el 8 de març de 2019 a càrrec de Lionsgate. S'ha doblat i subtitulat al català central, i també s'ha doblat al valencià per a À Punt.
L'abril de 2017, es va anunciar que Vincent D'Onofrio dirigiria i protagonitzaria la pel·lícula com el xèrif Romero. El juliol de 2017, Dane DeHaan va ser escollit com a Billy el Nen. L'agost de 2017, es va revelar que Chris Pratt apareixeria a la pel·lícula, i el mes següent Jake Schur va ser escollit per al paper principal.
El rodatge principal va començar l'octubre de 2017, a la zona de Santa Fe (Nou Mèxic), amb Matthew J. Lloyd com a director de fotografia.